# Museum Kam

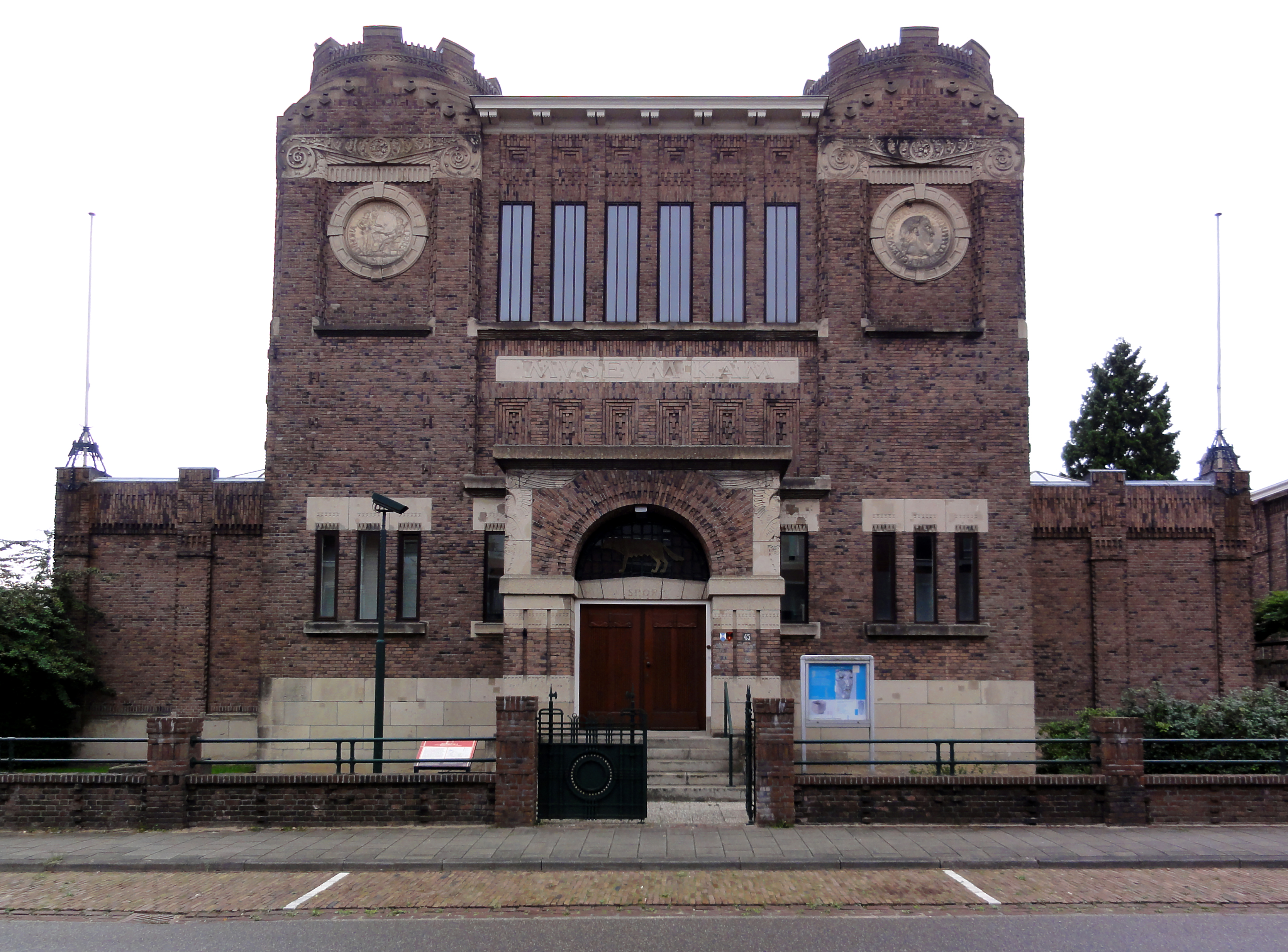
Vorderansicht des Museums
(Zustand 2010)

Das Museum Kam war ein archäologisches Museum in der niederländischen Stadt Nijmegen und ein direkter Vorläufer des heutigen Museums Het Valkhof. Seit 1999 befindet sich darin ein archäologisches Studienzentrum.

## Entstehung

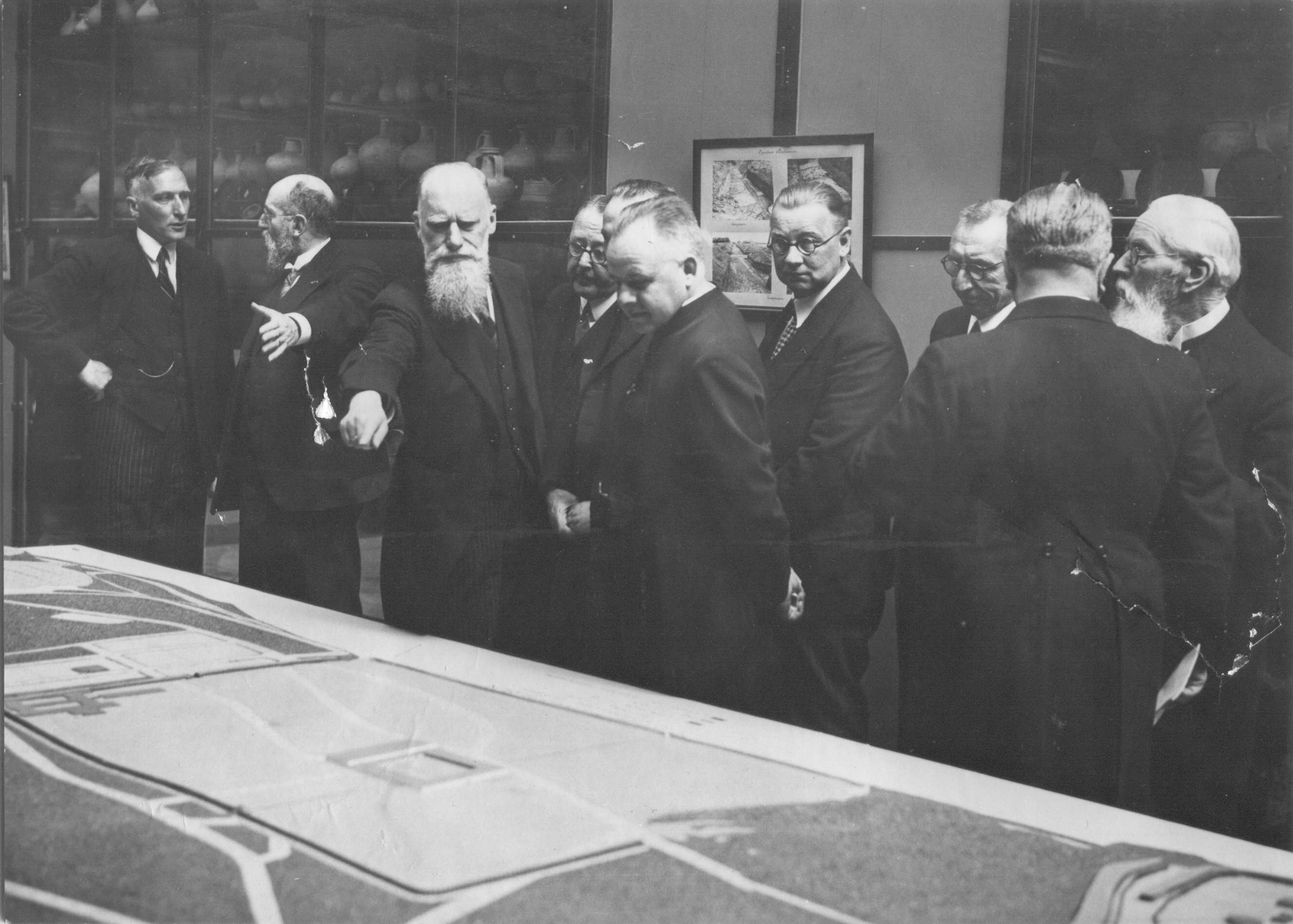
Eröffnung des Museums 1922

Der im Stahlhandel erfolgreiche Rotterdamer Unternehmer Gerard Marius Kam (1836–1922) wohnte seit 1897 in Nijmegen und hatte sich dort als Amateurarchäologe im Laufe der Jahre eine umfangreiche Privatsammlung an Antiquitäten zugelegt. Aufgrund der ehemals dort befindlichen Ulpia Noviomagus Batavorum sowie einiger römischer Militärlager war die Masse der Funde naturgemäß römischer Provenienz. 1919 stiftete er seine Kollektion dem niederländischen Staat und ließ zur Unterbringung der Artefakte auf eigene Kosten ein Museumsgebäude in Nijmegen errichten, das daraufhin seinen Namen erhielt. Das Gebäude wurde auf der Kamstraat im Wijk (Stadtteil) Hunnerberg errichtet. Die Bauarbeiten wurden 1919 aufgenommen, die Eröffnung fand 1922 statt. Es erhielt den Status eines Reichsmuseums (Rijksmuseum), bis der Staat das Museum im Jahre 1987 an die Provinz Gelderland übergab und es dadurch nur noch den Status eines Provinzialmuseums besaß.

## Architektur

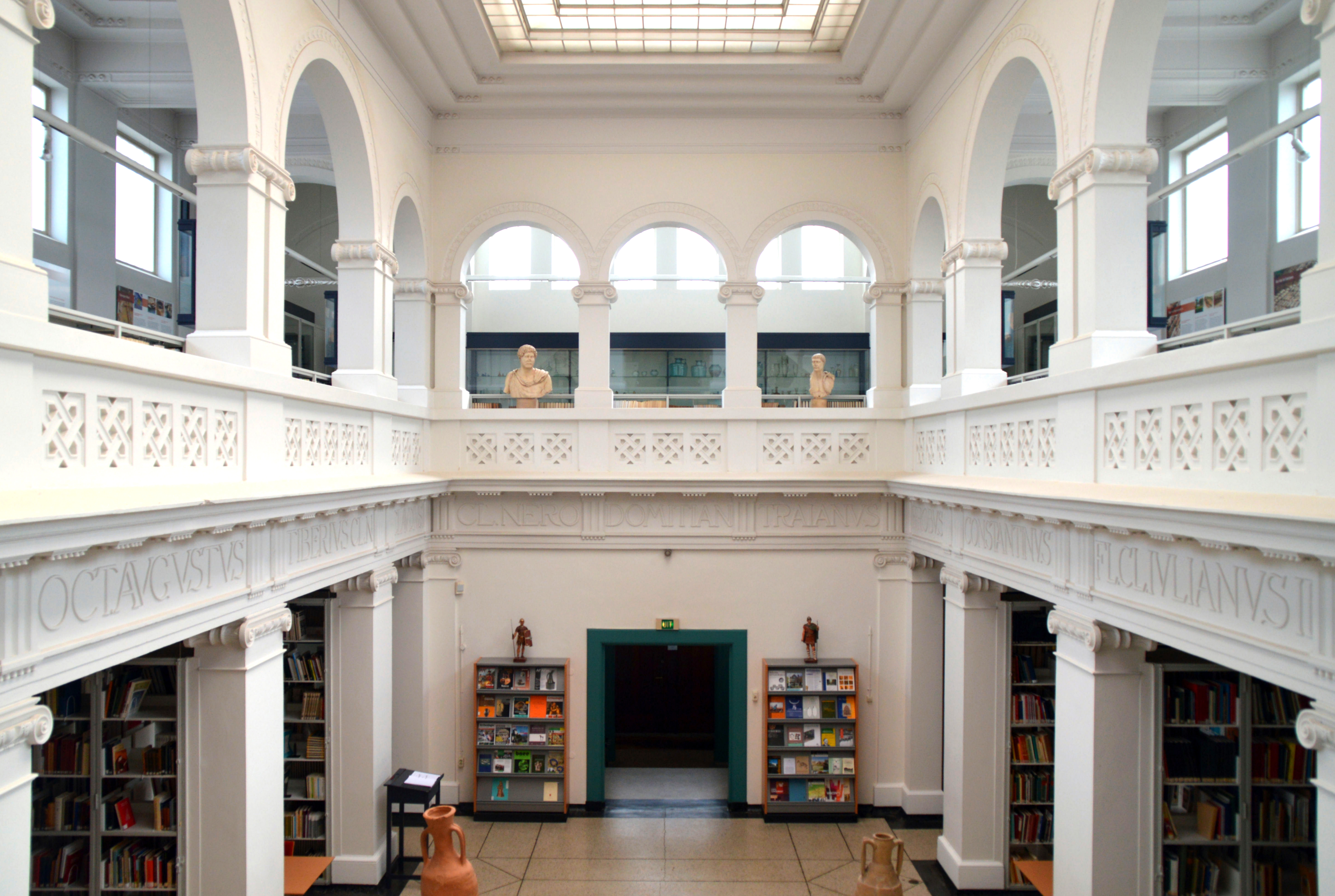
Atrium
(Zustand Frühjahr 2018)

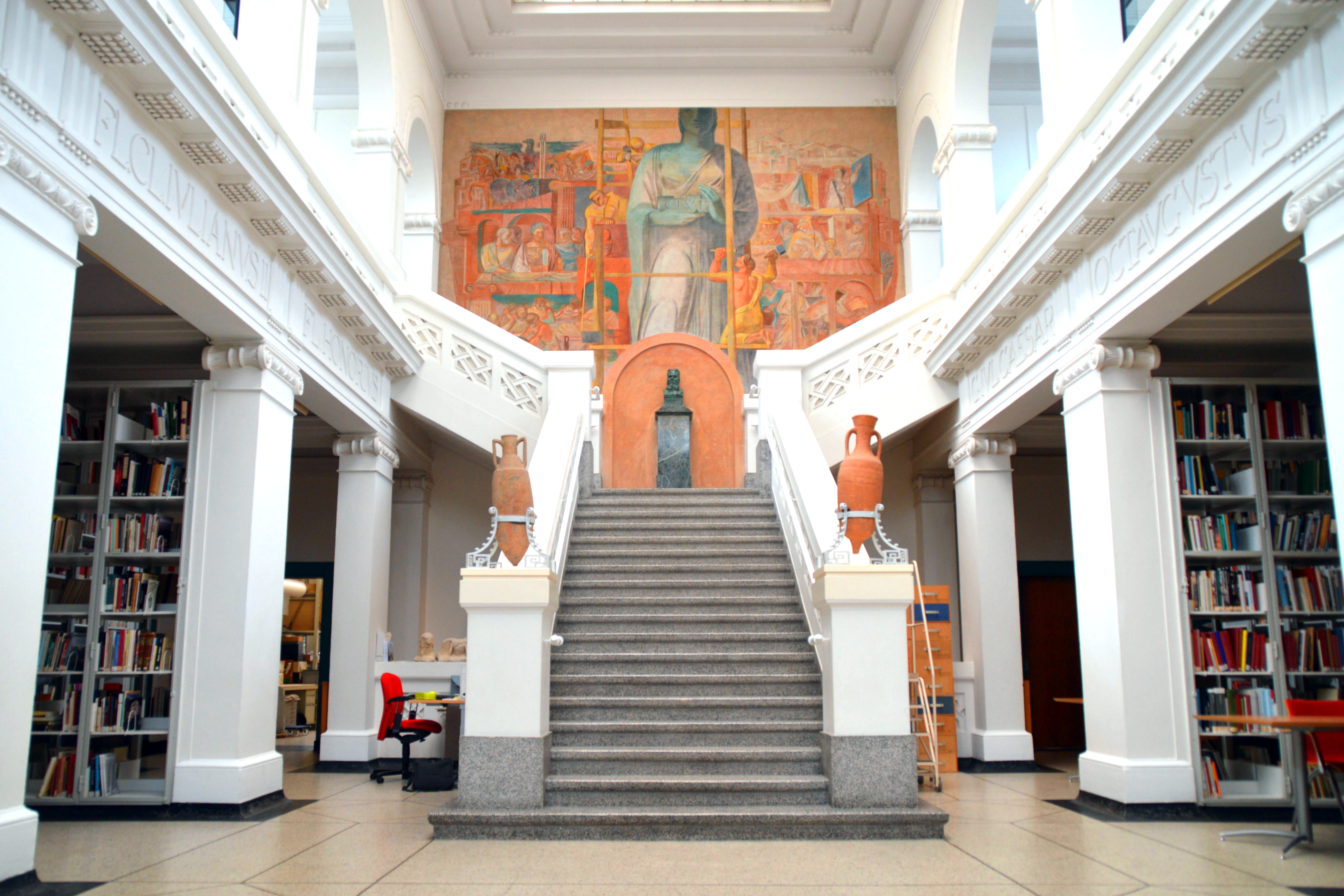
Treppenaufgang mit Wandgemälde von Sjollema
(Zustand Frühjahr 2018)

Das Gebäude wurde von dem Architekten Oscar Leeuw entworfen. Architektonisch basiert das Gebäude auf der Phantasievorstellung einer römischen Villa Urbana und wurde in einer eklektizistischen Mixtur aus Art déco und expressionistischen Elementen ausgeführt.
Es ist ein mit Tuffdekorationen versehener Backsteinbau, der über zwei Türme verfügt. Die Türme sind mit geschnitzten Medaillons verziert, die nach dem Vorbild römischer Münzen die Bildnisse römischer Kaiser zeigen. Auf dem linken Turm befindet sich ein Porträt des Nero, auf dem rechten eines des Vespasian. Die Gestaltung der Fassade stammt aus dem Vindonissa-Museum in Brugg aus dem Jahr 1912. Über dem Eingang befindet sich eine Bronzestatue der römischen Wölfin mit Romulus und Remus. Im Zweiten Weltkrieg wurde das Gebäude schwer beschädigt und konnte erst 1951 wieder eröffnet werden. Das Innere des Museums blieb jedoch weitgehend intakt. Allerdings wurde das Fresko oberhalb der Treppe des Atriums zerstört. Das aktuelle Wandgemälde wurde 1948 von Johan Sybo Sjollema angefertigt und hat die Ulpia Noviomagus Batavorum zum Thema.
Das Gebäude steht unter Denkmalschutz. Gleich drei Bestandteile des Bauensembles erhielten separat den Status eines Rijksmonuments: das Gebäude selbst,  die Conciergewohnung sowie die das Gelände einfriedende Mauer.

## Museumsfusion und neue Nutzung seit 1999
1999 wurden die Sammlungen des Museums Kam mit denen eines zweiten, 1969 eröffneten Museums in dem historischen (15. Jahrhundert), vielfältig, auch gastronomisch und multikulturell genutzten Gebäude Commanderie van Sint Jan zusammengelegt und in einem neuen Museumsgebäude, dem Museum Het Valkhof ausgestellt. Die Commanderie ist heute wieder ein beliebter gastronomischer Treffpunkt der Stadt, während im alten Museum mit dem Gelders Archeologisch Centrum G.M. Kam („Gelderländisch archäologisches Zentrum Museum G.M. Kam“) ein Studienzentrum entstand, in dem sich unter anderen eine 11.000 Bände umfassende Fachbibliothek sowie Teile des archäologischen Depots der Provinz Gelderland befinden. Das Studienzentrum ist dem Museum Het Valkhof angegliedert. Die endgültige Namensgebung stellte einen Kompromiss dar. Ihr war ein jahrelanger Streit zwischen dem Staat und der Provinz auf der einen und den Erben Gerard Kams auf der anderen Seite vorausgegangen.